# Marco Lárcio Magno Pompeu Silão
Marco Lárcio Magno Pompeu Silão (em latim: Marcus Larcius Magnus Pompeius Silo) foi um senador romano da gente Valéria nomeado cônsul sufecto para o nundínio de setembro a outubro de 82 com Tito Aurélio Quieto. É possível que tenha sido um descendente do retórico Pompeu Silão. É por vezes identificado como sendo o Pompeu que foi delator na época de Domiciano.